# Kenneth Williams
Kenneth Charles Williams (22 de fevereiro de 1926 - 15 de abril de 1988) foi um ator e comediante britânico. Era mais conhecido por seus papéis de comediante e, mais tarde, como contador de histórias e diarista. Ele foi um dos protagonistas de 26 dos 31 filmes da franquia Carry On e participou de muitos programas de televisão e comédias de rádio britânicos, incluindo séries com Tony Hancock e Kenneth Horne, além de ter sido um participante regular do programa de comédia da BBC Radio 4, Just a Minute, desde sua segunda temporada em 1968 até sua morte 20 anos depois.
Williams cresceu no centro de Londres em uma família da classe trabalhadora; ele afirmou que seu pai falava Cockney. Ele serviu na Royal Engineers durante a Segunda Guerra Mundial, onde começou a se interessar em se tornar um artista. Após um curto período no teatro de repertório, voltou-se para a comédia e alcançou fama nacional em Hancock's Half Hour. Ele manteve o sucesso contínuo ao longo das décadas de 1960 e 1970 com suas aparições regulares nos filmes da franquia Carry On e, posteriormente, manteve-se sob os olhos do público com programas de bate-papo e outros trabalhos na televisão.
Williams recebia muito carinho no setor de entretenimento; em sua vida particular, porém, sofria de depressão. Ao longo de sua vida, manteve uma série de diários que foram aclamados postumamente.

## Início da vida e educação
Kenneth Charles Williams nasceu em 22 de fevereiro de 1926 em Bingfield Street, King's Cross, Londres. Seus pais eram Charles George Williams, que gerenciava um salão de cabeleireiro na área de King's Cross, e Louisa Alexandra (nascida Morgan), que trabalhava no salão. Charles era metodista e tinha "ódio à moral frouxa e à efeminação", de acordo com Barry Took, biógrafo de Williams. Charles achava que o teatro era imoral e efeminado, embora seu filho desejasse se envolver na profissão desde cedo. Entre 1935 e 1956, Williams morou com seus pais em um apartamento acima da barbearia de seu pai, na 57 Marchmont Street, Bloomsbury. Williams tinha uma meia-irmã, Alice Patricia, nascida de sua mãe em 1923, antes de ela conhecer Charles e três anos antes do nascimento de Kenneth.
Ele foi educado na The Lyulph Stanley Boys' Central Council School, uma escola central de propriedade do Estado, em Camden Town, norte de Londres, e posteriormente tornou-se aprendiz de desenhista de um cartógrafo. Seu aprendizado foi interrompido pela Blitz, e ele foi transferido para a casa de um cirurgião veterinário solteiro em Bicester. Essa foi sua primeira experiência de uma vida na classe média. Ele retornou a Londres com um novo sotaque, alongado por vogais. Em 1944, aos 18 anos, foi convocado para o Exército Britânico. Tornou-se sapador na Royal Engineers Survey Section, fazendo praticamente o mesmo trabalho que fazia como civil. Quando a guerra terminou, ele estava no Sri Lanka e optou por ser transferido para a Combined Services Entertainment Unit, que fazia shows de teatro de revista. Nessa unidade, ele conheceu Stanley Baxter, Peter Vaughan, Peter Nichols e John Schlesinger.
Ambos os pais de Williams nasceram em Londres, mas com uma herança galesa que se estende por várias gerações. Williams às vezes se descrevia como galês, mencionando os sobrenomes e as origens de seus pais em seus diários e em entrevistas. Em 1968, durante as filmagens de Carry On Up the Khyber no Parque Nacional de Snowdonia, Williams declarou que "sempre gosto de estar de volta ao País de Gales. Sempre sinto um hiraeth, ele sempre volta para você, uma vez que você volta para o lugar onde tem memórias atávicas." Um ano depois, Williams descreveu um debate na Irlanda, quando lhe disseram que ele tinha muita coragem de mostrar sua "cara de inglês em Dublin". Williams respondeu de forma dramática com uma "tomada muito lenta e respondeu: 'Quer acertar seus fatos, querida, eu sou galês'" antes de se levantar e recitar The Bard de Thomas Gray. Williams observou que essa apresentação foi interrompida por aplausos, pelos quais ele ficou grato, pois não conhecia o resto do poema. Dois anos antes de sua morte, Williams foi convidado para apresentar o programa de bate-papo Wogan; chamando a atenção do público para uma exposição de rosas vermelhas, Williams comentou: "Hoje é Dia de São Jorge e a rosa é o símbolo de São Jorge, o santo padroeiro da Inglaterra. Eu não saberia nada sobre isso. Não sou inglês, sou galês". Antes de proclamar "Mymryn bach o Gymru, Cymru fydd, Cymru sydd - Cymru am byth!" (Português: Um pouco do País de Gales, o País de Gales será, o País de Gales é - o País de Gales para sempre!) Apesar disso, ele não gostava do nacionalismo e se opunha à devolução.

## Carreira

### Início da carreira
A carreira profissional de Williams começou em 1948 no teatro de repertório. O fracasso em se tornar um ator dramático o decepcionou, mas seu potencial como artista cômico lhe deu uma oportunidade quando foi visto interpretando Delfim de França na peça St Joan, de George Bernard Shaw, no West End, em 1954, pelo produtor de rádio Dennis Main Wilson. Main Wilson estava escalando o elenco de Hancock's Half Hour, uma série de rádio estrelada por Tony Hancock. Interpretando principalmente papéis de voz engraçados, Williams permaneceu na série quase até o fim, cinco anos depois. Suas inflexões nasais, lamuriosas e de estilo camp (sintetizadas em seu bordão "Pare de brincar...!") tornaram-se populares entre os ouvintes. Apesar do sucesso e do reconhecimento que o programa lhe proporcionou, Williams considerava o teatro, o cinema e a televisão como formas superiores de entretenimento. Em 1955, ele participou da produção teatral de Orson Welles em Londres, Moby Dick-Rehearsed. Os dois se desentenderam depois que Williams ficou irritado com o hábito de Welles de mudar repetidamente o roteiro.
Quando Hancock afastou seu show do que considerava artifícios e vozes bobas, Williams descobriu que tinha menos o que fazer. Cansado desse status reduzido, ele se juntou a Kenneth Horne em Beyond Our Ken (1958-64) e sua sequência, Round the Horne (1965-68). Seus papéis em Round the Horne incluíam Rambling Syd Rumpo, o excêntrico cantor de folk; Dr. Chou En Ginsberg, gênio do crime oriental; J. Peasemold Gruntfuttock, velho sujo que respirava pesadamente quando falava ao telefone; e Sandy, do casal de campistas Julian e Sandy (Julian foi interpretado por Hugh Paddick). Sua atuação dupla era caracterizada por duplos sentidos e Polari, uma forma de jargão homossexual.
Williams também participou de teatros de revista do West End, incluindo Share My Lettuce, com Maggie Smith, escrita por Bamber Gascoigne, e Pieces of Eight, com Fenella Fielding. Essa última incluía material especialmente escrito para ele por Peter Cook, na época estudante do Pembroke College, em Cambridge. "One Leg Too Few" e "Interesting Facts" de Cook faziam parte do show e se tornaram rotinas em suas próprias apresentações. O último teatro de revista de Williams, em 1961, foi One Over The Eight, no Duke of York's Theatre, com Sheila Hancock.

### FranquiaCarry On
Williams trabalhou regularmente no cinema britânico no final das décadas de 1950, 1960 e 1970, principalmente na série Carry On (1958-78), com seu humor de duplo sentido, e apareceu na série mais do que qualquer outro ator. Os filmes foram bem-sucedidos comercialmente, mas Williams afirmou que o elenco era mal pago. Em seus diários, Williams escreveu que ganhava mais em um anúncio da St Ivel do que em qualquer filme de Carry On, embora ainda ganhasse o salário anual médio de um britânico em um ano por esse último. Muitas vezes, ele criticava os filmes de forma privada, considerando-os inferiores a ele, embora continuasse a participar deles. Esse foi o caso de muitos dos filmes e programas em que ele participou. Ele era rápido em encontrar falhas em seu próprio trabalho e também no trabalho dos outros. Apesar disso, ele falava com carinho dos filmes em entrevistas. Peter Rogers, produtor da série, relembrou: "Valeu a pena cuidar de Kenneth porque, embora ele custasse muito pouco - £5.000 por filme -, ele rendeu muito dinheiro para a franquia".

### Programas de rádio e de televisão
Williams participava regularmente do programa de improvisação da BBC Radio Just a Minute, desde sua segunda temporada em 1968 até sua morte. Ele frequentemente entrava em discussões com o apresentador Nicholas Parsons e outros convidados do programa. (Russell Davies, editor de The Kenneth Williams Letters, explica que as "famosas tiradas de Williams no programa ocorriam quando seu desejo de entreter era alimentado por sua irritação"). Ele também era lembrado por frases como "Eu vim da Great Portland Street" (ou seja, a um quarteirão de distância) e "Não deveria haver mulheres no programa!" (dirigidas a Sheila Hancock, Aimi MacDonald e outras). Certa vez, ele falou por quase um minuto sobre um suposto psiquiatra austríaco chamado Heinrich Swartzberg, adivinhando corretamente que o criador do programa, Ian Messiter, tinha acabado de inventar o nome. Williams também participou regularmente do programa de comédia Round the Horne, da BBC Radio, interpretando, ao lado de Hugh Paddick, os personagens Julian e Sand.
Na televisão, foi co-apresentador de sua própria série de variedades na BBC Two com o grupo Young Generation, intitulada Meanwhile, On BBC2, que teve dez episódios a partir de 17 de abril de 1971. Foi colaborador frequente do revival de What's My Line? apresentou o programa semanal de entretenimento International Cabaret e foi um leitor regular da série de contos infantis Jackanory na BBC One, apresentando 69 episódios. Ele também narrou e forneceu todas as vozes para o desenho animado infantil da BBC Willo the Wisp (1981).
Em 1983, Williams foi tema de um episódio da série da BBC Comic Roots, no qual revisitou os lugares em Londres onde cresceu e estudou.

## Vida pessoal e morte
Em 14 de outubro de 1962, o pai de Williams, Charlie Williams, foi levado ao hospital após beber tetracloreto de carbono que havia sido armazenado em um frasco de remédio para tosse. Ele morreu no dia seguinte. Uma hora depois de receber a notícia, Williams subiu ao palco no West End. Posteriormente, foi negado a Williams um visto para os Estados Unidos quando se soube que a Scotland Yard suspeitava que ele havia envenenado seu pai. O tribunal de medicina legal registrou um veredito de morte acidental devido a envenenamento corrosivo por tetracloreto de carbono. Williams disse que acreditava que seu pai havia cometido suicídio, pois as circunstâncias que levaram ao envenenamento pareciam improváveis de terem acontecido por azar.
Williams dizia com frequência que era assexuado e celibatário, e seus diários parecem comprovar suas afirmações - pelo menos a partir dos quarenta anos. Ele viveu sozinho durante toda a sua vida adulta e teve poucas companhias próximas, além de sua mãe, e nenhum relacionamento romântico significativo. Seus diários contêm referências a relações homossexuais não consumadas ou mal consumadas, que ele descreve como "assuntos tradicionais". Ele fez amizade com o dramaturgo gay Joe Orton, que escreveu o papel do Inspetor Truscott em Loot (1965) para ele. Williams saiu de férias para o Marrocos com Orton e seu parceiro, Kenneth Halliwell. Outros amigos íntimos incluíam Stanley Baxter, Gordon Jackson e sua esposa Rona Anderson, Sheila Hancock e Maggie Smith e seu marido dramaturgo, Beverley Cross. Williams também gostava dos colegas de Carry On Barbara Windsor, Bernard Bresslaw, Peter Butterworth, Kenneth Connor, Hattie Jacques e Joan Sims.
A partir de meados da década de 1950, Williams morou em uma série de pequenos apartamentos alugados no centro de Londres. Após a morte de seu pai, sua mãe Louisa morou perto dele e, depois, no apartamento vizinho ao seu. Sua última residência foi um apartamento na Osnaburgh Street, em Bloomsbury (já demolido).
Williams raramente revelava detalhes de sua vida privada, embora, em dois documentários de meia hora em 1977 na BBC Radio London intitulados Carry On Kenneth, ele tenha falado abertamente com Owen Spencer-Thomas sobre sua solidão, desânimo e sensação de insucesso.
Ele morreu em 15 de abril de 1988 em seu apartamento. Suas últimas palavras, registradas em seu diário, foram "Qual é a importância de tudo isso?" e a causa da morte foi uma overdose de barbitúricos. Um inquérito registrou um veredito aberto, pois não foi possível determinar se sua morte foi suicídio ou acidente. Sua biografia autorizada argumenta que Williams não tirou a própria vida, mas morreu de uma overdose acidental. Ele havia dobrado a dosagem de antiácido sem conversar com seu médico. Isso, combinado com a mistura de medicamentos, é a causa amplamente aceita da morte. Ele tinha um estoque de comprimidos analgésicos e argumenta-se que ele teria tomado mais deles se tivesse a intenção de se suicidar. Ele foi cremado no Cemitério de East Finchley e suas cinzas foram espalhadas nos jardins do memorial. Williams deixou um patrimônio de pouco menos de £540.000 (aproximadamente equivalente a £1.829.000 em 2023).

## Legado

### Diários e biografias
Em abril de 2008, a BBC Radio 4 transmitiu a série de duas partes The Pain of Laughter: The Last Days of Kenneth Williams. Os programas foram escritos por Wes Butters e narrados por Rob Brydon. Butters adquiriu uma coleção de pertences pessoais de Williams do afilhado do ator, Robert Chidell, a quem eles haviam sido deixados.
O primeiro dos programas dizia que, no final de sua vida e lutando contra a depressão e problemas de saúde, Williams abandonou o cristianismo depois de conversar com o poeta Philip Larkin. Williams foi criado como wesleyano e depois como metodista, embora tenha passado grande parte de sua vida lutando contra os ensinamentos do cristianismo sobre a homossexualidade.
Kenneth Williams Unseen, de Wes Butters e Russell Davies, a primeira biografia de Williams em 15 anos, foi publicada pela HarperCollins em outubro de 2008.
Uma biografia autorizada, Born Brilliant: The Life of Kenneth Williams, de Christopher Stevens, foi publicada em outubro de 2010. Pela primeira vez, essa biografia se baseou no arquivo completo de diários e cartas de Williams, que havia sido armazenado em um banco de Londres por 15 anos após a publicação de trechos editados. A biografia observa que Williams usava uma variedade de estilos de caligrafia e cores em seus diários.

### Retratos

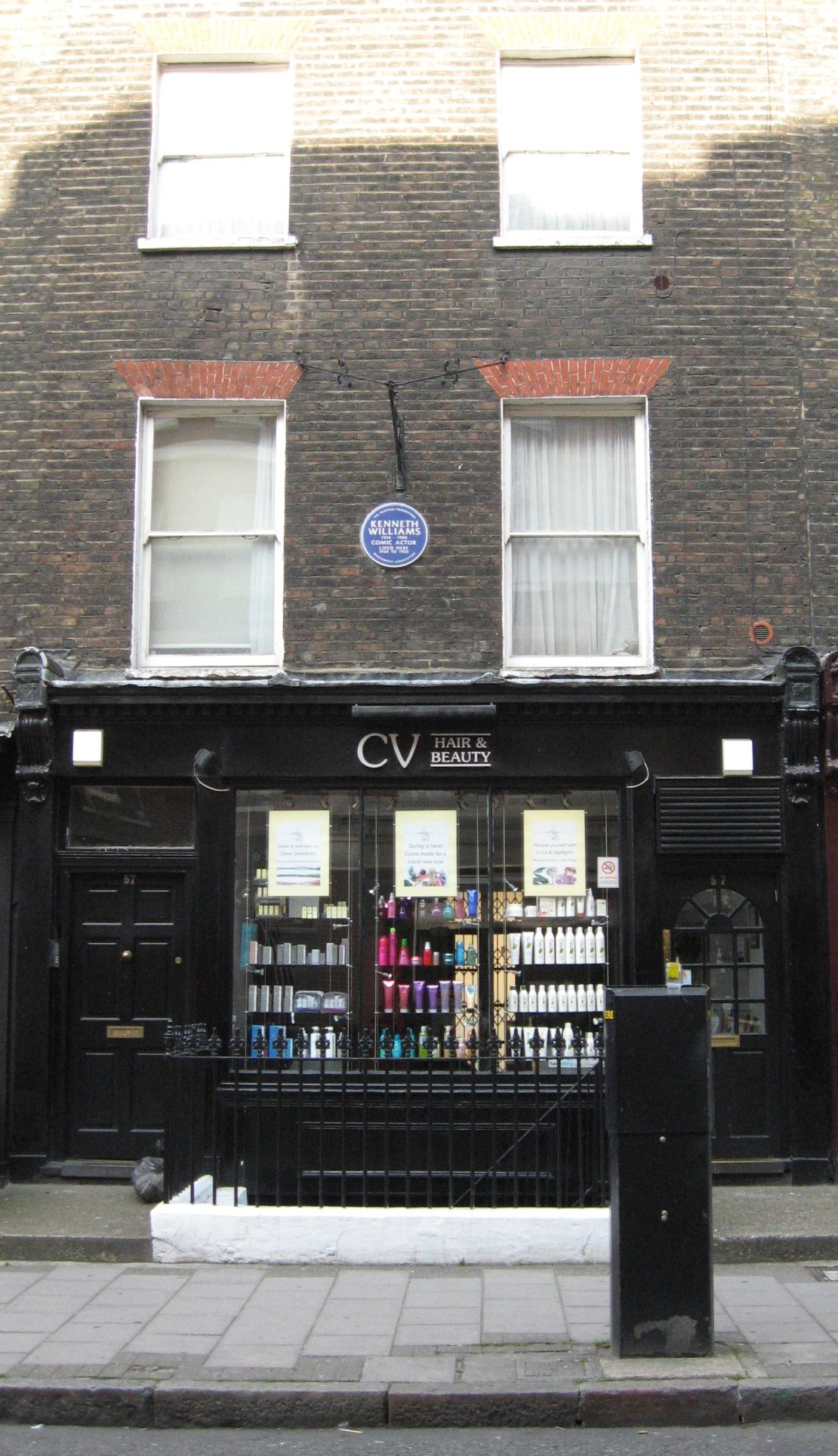
Blue plaque de Williams na 57 Marchmont Street.

O show de David Benson no Festival Fringe de Edimburgo de 1996, Think No Evil of Us: My Life with Kenneth Williams, contou com Benson interpretando Williams; após a turnê, o show foi apresentado no West End, em Londres. Benson reprisou sua atuação no Festival Fringe de Edimburgo de 2006.
Williams foi interpretado por Adam Godley na peça de Terry Johnson Cleo, Camping, Emmanuelle and Dick, que estreou no National Theatre em 1998. Godley reprisou o papel na adaptação cinematográfica subsequente, Cor, Blimey!
Em 2006, a vida de Williams foi o tema da peça de televisão Kenneth Williams: Fantabulosa! Michael Sheen retratou Williams.

### Reconhecimento
Um apartamento no quarteirão da Osnaburgh Street, no qual Williams morou de 1972 até sua morte, foi comprado por Rob Brydon e Julia Davis para escrever sua série de comédia Human Remains. O prédio foi demolido em 2007.
Williams é homenageado com uma blue plaque no endereço da barbearia de seu pai, 57 Marchmont Street, Londres, onde viveu de 1935 a 1956. A placa foi inaugurada em 11 de outubro de 2009 por Leslie Phillips, Bill Pertwee e Nicholas Parsons, com quem Williams se apresentou.
Em 22 de fevereiro de 2014 - no que teria sido o 88º aniversário de Williams - uma blue plaque da English Heritage foi inaugurada em Farley Court, na Marylebone Road, onde Williams morou entre 1963 e 1970. Falando na cerimônia, sua colega de Carry On, Barbara Windsor, disse: "Kenny era único, um verdadeiro original".

## Performances

### Palco
Victoria Theatre and Concert Hall em Singapura (1946)
- Seven Keys to Baldpate (estreia)

Peças em Newquay (1948) em ordem de apresentação:
- The First Mrs. Fraser
- The Sacred Heart
- Night Must Fall
- This Blessed Plot
- George and Margaret
- Fools Rush In
- The Bread Winner
- Pink String and Sealing Wax
- The Dover Road
- The Long Mirror
- Private Lives
- Frieda
- The Poltergeist
- Jupiter Laughs
- Grand National Night
- The Sacred Flame
- High Temperature
- The Light of Heart
- The Importance of Being Earnest

Peças em Dolphin (1948) em ordem de apresentação: 
- On Approval
- Candida
- An Inspector Calls
- Tobias and the Angel

Outras peças:
- Saint Joan no Arts Theatre e New Theatre, Londres (1954)
- Moby Dick—Rehearsed no Duke of York's Theatre, Londres (1955)
- The Buccaneer no Apollo Theatre, Londres (1956)
- Hotel Paradiso no Winter Garden Theatre, Londres (1956)
- Share My Lettuce (teatro de revista) no Lyric Theatre, Hammersmith, Comedy Theatre e Garrick Theatre, Londres (1957)
- Cinderella (pantomima) no London Coliseum (1958)
- Pieces of Eight (teatro de revista) no Apollo Theatre, Londres (1959)
- One Over the Eight (teatro de revista) no Duke of York's Theatre, Londres (1961)
- The Private Ear e The Public Eye no Globe Theatre, Londres (1962)
- Gentle Jack no Queen's Theatre, Londres (1963)
- Loot – Tour pelo Reino Unido (1965)
- The Platinum Cat no Wyndham's Theatre, Londres (1965)
- Captain Brassbound's Conversion no Cambridge Theatre, Londres (1971)
- My Fat Friend no Globe Theatre, Londres (1972)
- Signed and Sealed no Comedy Theatre, Londres (1976)
- The Undertaking no Fortune Theatre, Londres (1979)
- Loot (dirigiu) no Lyric Theatre, Hammersmith e Arts Theatre, Londres (1980)
- Entertaining Mr Sloane (dirigiu) no Lyric Theatre, Hammersmith, Londres (1981)

### Rádio
- Matinê de segunda-feira: Passport to Pimlico (6 de outubro de 1952), Light Programme - (como Benny)
- Hancock's Half Hour
- Beyond Our Ken
- Round the Horne
- Julian and Sandy
- The Betty Witherspoon Show
- Kenneth Williams Playhouse
- Kenneth Williams Cabaret
- The Secret Life of Kenneth Williams
- Oh Get On with It
- Stop Messing About
- Just a Minute
- The Wind in the Willows
- Post Mortem by Stuart Jackman
- Diary of a Madman by Nikolai Gogol[56]

### Filmes
- Trent's Last Case (1952) como Horace Evans, o jardineiro (não creditado)
- Valley of Song (1953) como Lloyd The Haulage
- The Beggar's Opera (1953) como Jack The Pot Boy
- Innocents in Paris (1953) como vitrinista no aeroporto de Londres (não creditado)
- The Seekers (1954) como Peter Wishart
- Three Men in a Boat (1956) como atendente do Hampton Court Maze (não creditado)
- Carry On Sergeant (1958) como James Bailey
- Carry On Nurse (1959) como Oliver Reckitt
- Carry On Teacher (1959) como Edwin Milton
- Tommy the Toreador (1959) como Vice-Cônsul
- Carry On Constable (1960) como Stanley Benson
- Make Mine Mink (1960) como Freddie Warrington
- His and Hers (1961) como Policial; voz dublada de repórter de aeroporto não creditada
- Raising the Wind (1961) como Harold Chesney
- Carry On Regardless (1961) como Francis Courtenay
- Twice Round the Daffodils (1962) como Henry Halfpenny
- Carry On Cruising (1962) como Primeiro Oficial Leonard Marjoribanks
- Carry On Jack (1963) como Capitão Fearless
- Carry On Spying (1964) como Desmond Simpkins
- Carry On Cleo (1964) como Júlio Cesar
- Carry On Cowboy (1965) como Juiz Burke
- Carry On Screaming! (1966) como Dr. Watt
- Don't Lose Your Head (1966) como Cidadão Camembert
- Follow That Camel (1967) como Comandante Burger
- Carry On Doctor (1967) como Dr. Kenneth Tinkle
- Carry On Up the Khyber (1968) como o Khasi de Khalabar
- Carry On Camping (1969) como Dr. Kenneth Soaper
- Carry On Again Doctor (1969) como Frederick Carver
- Carry On Loving (1970) como Percival Snooper
- Carry On Henry (1971) como Thomas Cromwell
- Carry On at Your Convenience (1971) como WC Boggs
- Carry On Matron (1972) como Sir Bernard Cutting
- Carry On Abroad (1972) como Stuart Farquhar
- Carry On Dick (1974) como Capitão Desmond Fancey
- Carry On Behind (1975) como Professor Roland Crump
- That's Carry On! (1977) como Apresentador
- The Hound of the Baskervilles (1978) como Sir Henry Baskerville
- Carry On Emmannuelle (1978) como Emile Prevert
- The Thief and the Cobbler (1993) como Goblet / Tickle (voz) (último papel no cinema)

### Televisão
- International Cabaret (1966–1974) como ele mesmo - Apresentador
- The Kenneth Williams Show (1970–1976) como ele mesmo
- Jackanory (1968–1986) como Contador de Histórias
- Willo the Wisp (todas as vozes, 1981)
- Galloping Galaxies (1985–1986)
- An Audience with Kenneth Williams (1983) como ele mesmo
- Bilko on Parade (1984) como o Narrador (Phil Silvers)
- Parkinson in Australia (1981) como ele mesmo/Cantor
- What's My Line?
- Some You Win como ele mesmo
- Whizzkids Guide (1981) como ele mesmo
- Tomorrow's World (1981) como ele mesmo
- Let's Make a Musical (1977) como ele mesmo
- Going Places (1975) como o Apresentador
- Meanwhile, on BBC2 (1971)
- Join Jim Dale (1969) como ele mesmo
- The Wednesday Play (1964) como ele mesmo
- BBC Sunday Night Theatre (1952–1958) como Capitão Chalford/O Anjo
- Saint Joan (1958) como Charles VII da França
- Sword of Freedom
- The School
- Dick and the Duchess (1957) como Clive
- The Armoured Car
- Misalliance (1954) como Bentley Summerhays
- Countdown[57]

### Gravações
- Kenneth Williams on Pleasure Bent 1967, Decca LK 4856. Música de Ted Dicks, letras de Myles Rudge. Arranjos e direção musical de Barry Booth, supervisão de som de Roger Cameron.
- The World of Kenneth Williams 1970, Decca SPA 64. Edição estéreo de gravações das décadas de 1950 e 1960.
- The Bona World of Julian and Sandy 1976, DJM DJF20487.
- Castle on Luke Street 1978, Sanctuary Records, SU0803. Roy Castle narrou oito histórias da série de livros de David Lewis no lado 1. Williams gravou "Lost and Found" no lado 2. Dora Bryan, Derek Nimmo e Thora Hird narraram uma história cada.
- Williams também lançou vários álbuns como Rambling Syd Rumpo.
- Kenneth Williams leu oito histórias de Just William para a Argo no início dos anos 1980.
- Uma leitura em áudio de Monkey, a tradução de Arthur Waley de Jornada ao Oeste, para a Nimbus Records (1981). Relançado em CD MP3: NI5888, em 2008.[58]
- Parlour Poetry: Comic, Patriotic and Improving Verse from the Victorian Age (1978): Saydisc Label: SDL294: Relançamento em CD: 2009.
- Há também várias gravações de Round the Horne[59] e Just a Minute que incluem Williams.[60]

### Livros
- Acid Drops (1980) OCLC 641946857
- Back Drops (1983) OCLC 917385026
- Just Williams (1985) OCLC 230844446
- I Only Have To Close My Eyes (1986) OCLC 1107752080
- The Kenneth Williams Diaries (1993) OCLC 971678777
- The Kenneth Williams Letters (1994) OCLC 909213173